# Gleisanlagen der Berliner U-Bahn
Bei den Gleisanlagen der Berliner U-Bahn handelt es sich um im Linienverkehr befahrene Strecken, Betriebsstrecken, die nur internen Zwecken dienen, Abstell- und Wendeanlagen und Anlagen in den Betriebshöfen.

## Im Linienverkehr befahrene Strecken

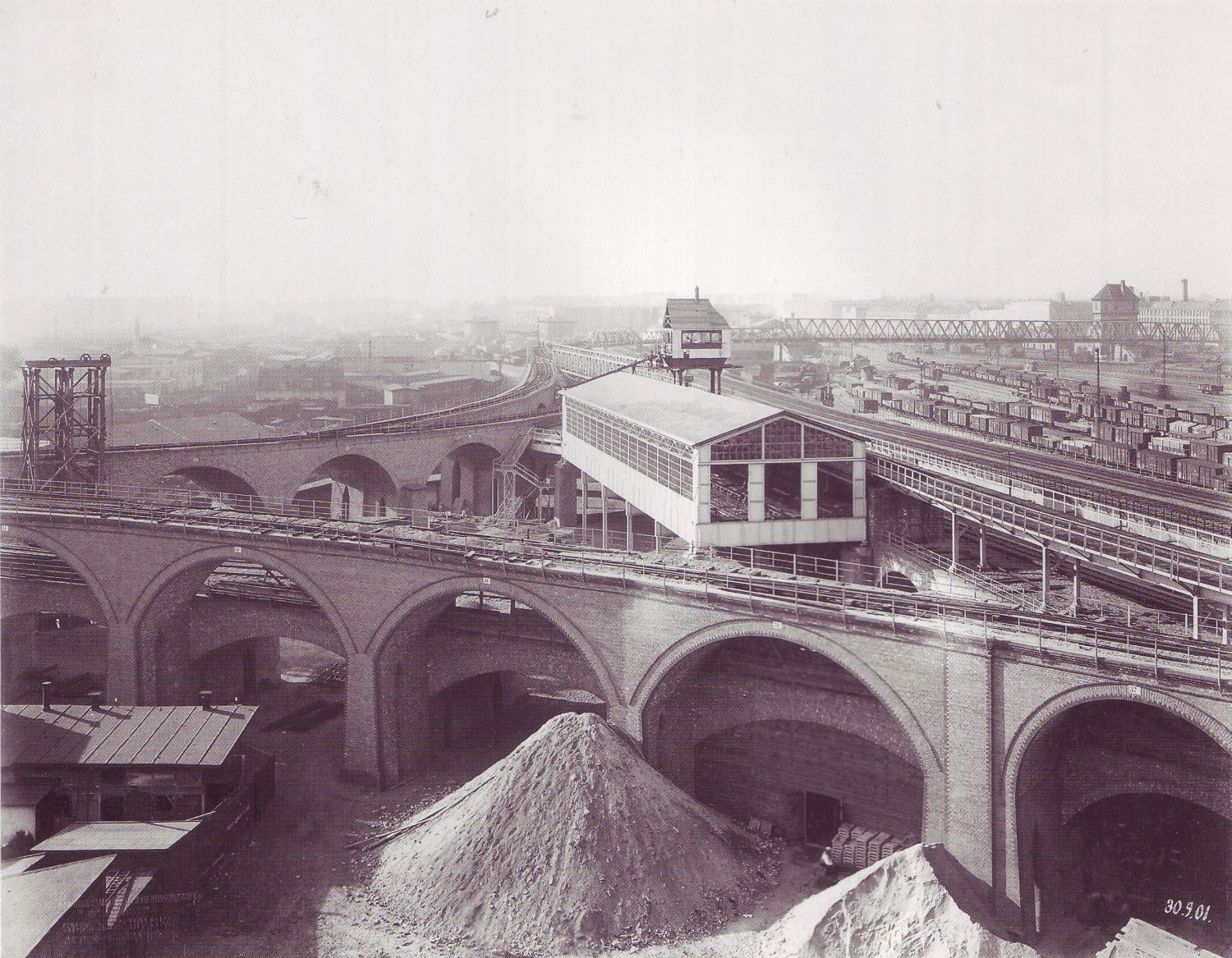
Gleisdreieck, 1901

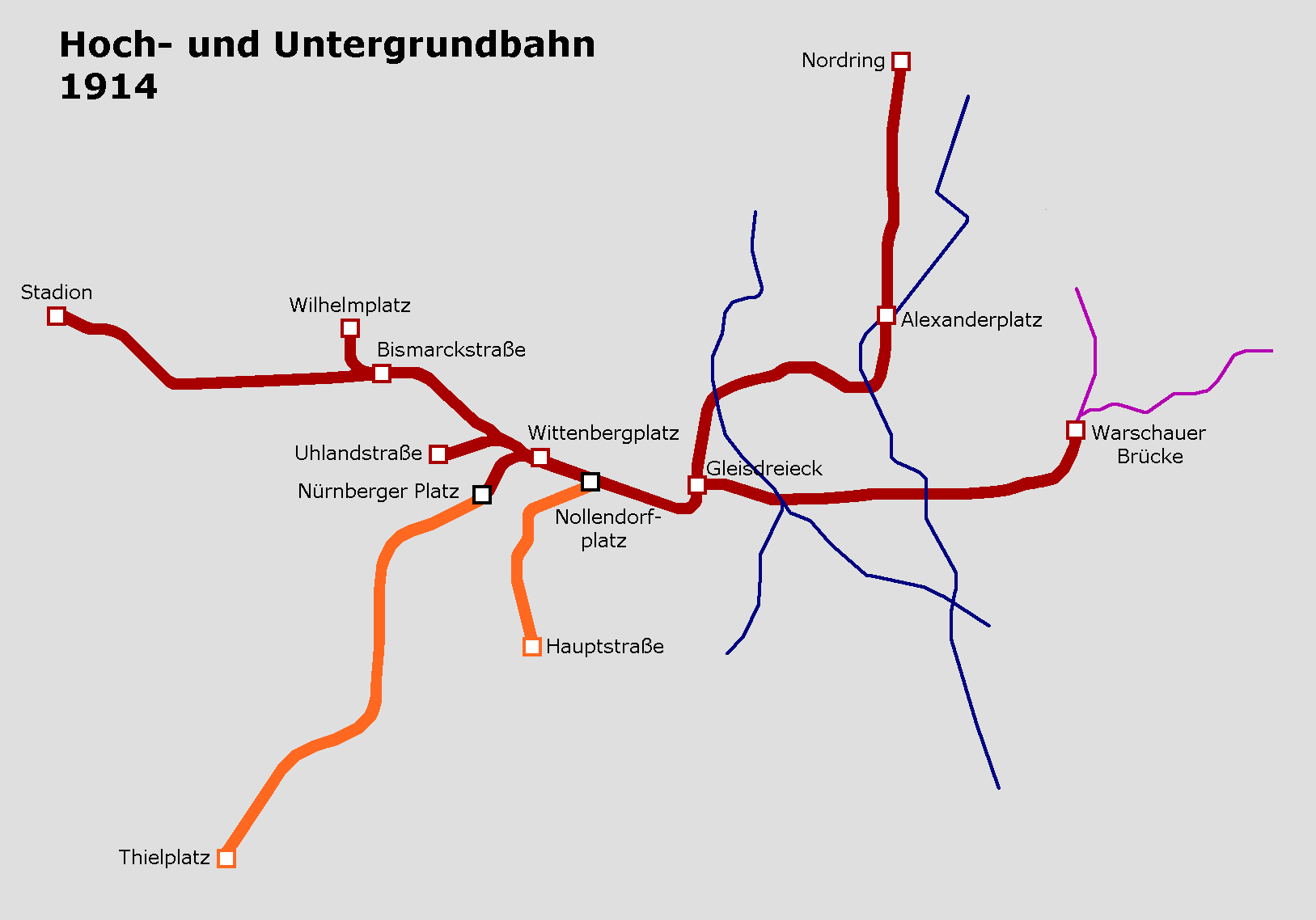
Das U-Bahn-Netz im Jahr 1914 – orange die Schöneberger und die Wilmersdorfer Strecke

Beim Bau der Berliner Hoch- und Untergrundbahn wurde noch nicht zwischen Linien und Strecken unterschieden. Vom Verknüpfungspunkt Gleisdreieck aus führte je ein Streckenast nach Westen, Norden und Osten. Am 18. Februar 1902 wurde zunächst die Strecke vom Stralauer Tor zum Potsdamer Platz eröffnet, am 11. März ging der Abschnitt Potsdamer Platz – Zoologischer Garten in Betrieb. Ab dem 25. März 1902 fuhren nach der Inbetriebnahme der südlichen Gleise des Gleisdreiecks Züge vom Stralauer Tor zum Zoologischen Garten. Die Streckenäste wurden linienmäßig im Zehn-Minuten-Takt befahren, sodass sich an jeder Station eine fünfminütige Zugfolge je Richtung ergab. Bezeichnungen für die Linien in Form von Buchstaben oder Zahlen existierten noch nicht.
In einem Geschäftsbericht der Hochbahngesellschaft tauchen erstmals 1928 die Linienbezeichnungen A, B, C und D auf. Die Linie vom Alexanderplatz nach Friedrichsfelde wurde bereits unter dem Namen „Linie E“ eröffnet.
In die Fahrgastinformationsprodukte erhielten die Liniennamen ab Mitte der 1930er Jahre Eingang. Ab Beginn der 1950er Jahre wurden die Linienbezeichnung bei sich verzweigenden Linien durch angehängte römische Zahlen präzisiert. Es kamen jetzt die Linienbezeichnungen AI, AII, BI, BII, CI, CII, D und E zur Anwendung, wobei die Linienäste nach Ruhleben und nach Richard-Wagner-Platz vorerst beide unter der Linienbezeichnung AI liefen. Wenige Jahre später erhielt die Strecke nach Richard-Wagner-Platz die Bezeichnung AIII. Die Linienführung der Kleinprofil-Linien änderte sich bis Mitte der 1960er Jahre häufig.
Im Großprofil bestanden die Möglichkeiten der Linienänderung nicht. Die einzige sich verzweigende Linie war die Linie C, die sich südlich der Station Belle-Alliance-Straße (heute: Mehringdamm) in zwei Äste nach Neukölln (Linie CI) und Tempelhof (Linie CII) aufteilte. Die Linie CI ging am 28. Februar 1966 in der neuen Linie H (unmittelbar darauf als Linie 7 bezeichnet) auf, die Linie CII wurde ab diesem Moment zur Linie C und unmittelbar folgend zur Linie 6.
Am 1. März 1966 wurden in West-Berlin die Linienbezeichnungen von Buchstaben auf Zahlen umgestellt. Ab diesem Zeitpunkt wurden die Strecken linienrein betrieben, es gab keine Überlagerungen mehr. Somit waren zum ersten Mal die Linien mit den befahrenen Strecken ohne Ausnahme gleich, wobei aufgrund der Teilung der Stadt zwei Abschnitte stilllagen. In Ost-Berlin wurde diese Umstellung nicht vollzogen, der Netzplan von 1988 weist keine Linienbezeichnungen aus. Aufgrund der Existenz jeweils nur einer Klein- und Großprofil-Linie stimmten aber auch hier die Linien mit den Strecken überein.
Im März 1966 existierten somit folgende Strecken und Linien:

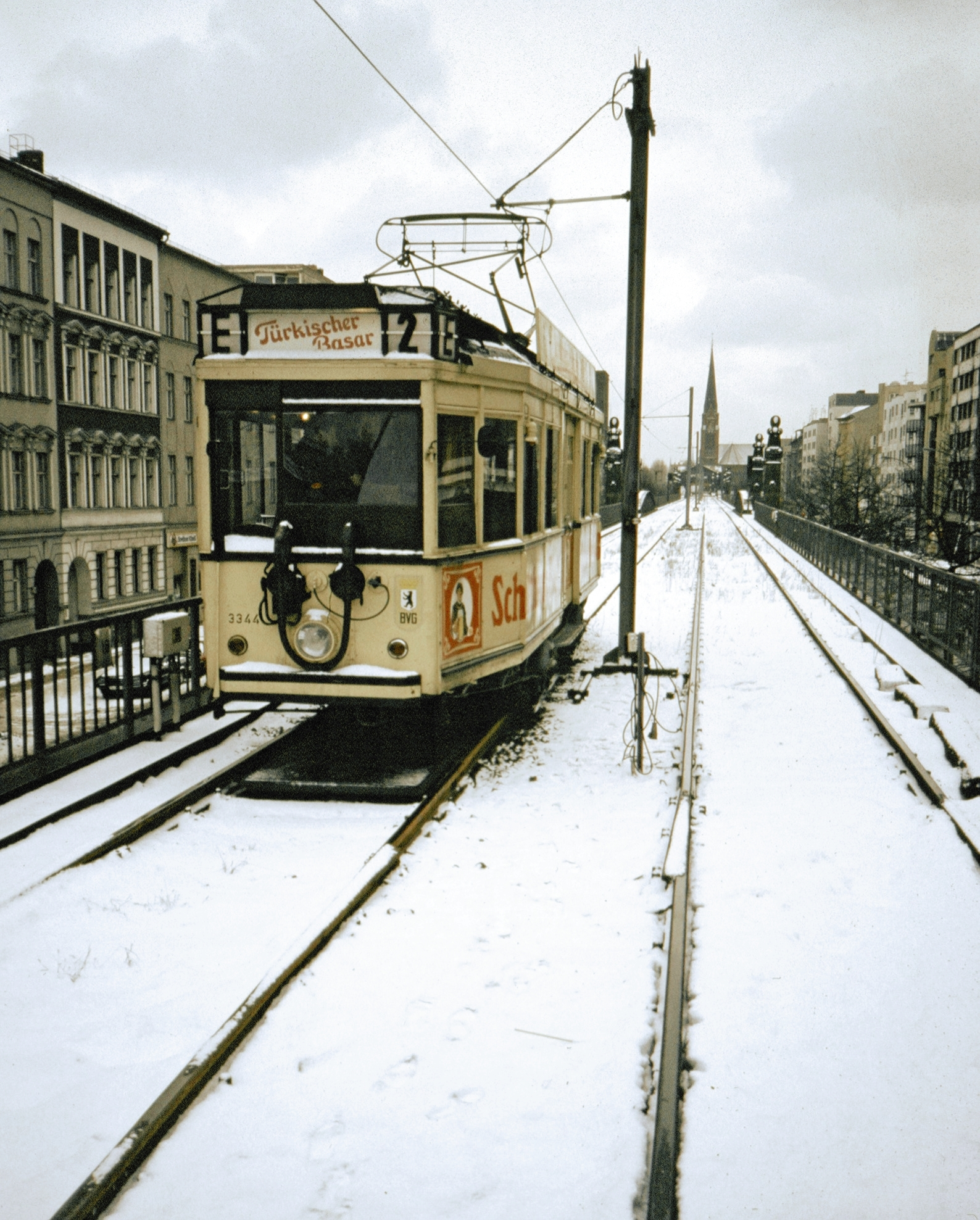
Museumsstraßenbahn auf der Strecke A, 1987

| Linie | Fahrtstrecke                          | genutzte Strecken                       |
| ----- | ------------------------------------- | --------------------------------------- |
| 1     | Schlesisches Tor – Ruhleben           | B; AI                                   |
| 2     | Gleisdreieck – Krumme Lanke           | A; AII                                  |
| 3     | Wittenbergplatz – Uhlandstraße        | BII                                     |
| 4     | Nollendorfplatz – Innsbrucker Platz   | BI                                      |
| 5     | Deutsche Oper – Richard-Wagner-Platz  | AIII                                    |
| 6     | Tegel – Alt-Mariendorf                | C; Mehringdamm – Tempelhof bis 1963 CII |
| 7     | Möckernbrücke – Britz-Süd             | H; Mehringdamm – Grenzallee bis 1963 CI |
| 8     | Gesundbrunnen – Leinestraße           | D                                       |
| 9     | Leopoldplatz – Spichernstraße         | G                                       |
|       | Pankow (Vinetastraße) – Thälmannplatz | A                                       |
|       | Alexanderplatz – Friedrichsfelde      | E                                       |

Die Linie 5 wurde wegen der Verlängerung der Linie 7 über deren damaligen westlichen Endbahnhof Fehrbelliner Platz hinaus am 2. Mai 1970 stillgelegt. Die Strecke AIII blieb allerdings erhalten, um als Betriebsstrecke den Wechsel von Arbeitsfahrzeugen zwischen dem Kleinprofil- und dem Großprofil-Netz zu ermöglichen.
Nachdem durch den Bau der Berliner Mauer zunächst nur die beiden Streckenabschnitte Schlesisches Tor – Warschauer Brücke (bis zur Grenze im Westen als Abstellanlage weiterhin nutzbar) und Thälmannplatz – Gleisdreieck (die Strecke vom U-Bahnhof Potsdamer Platz bis  Thälmannplatz wurde von der BVG-Ost als Abstellbahnhof genutzt) außer Betrieb waren, wurde am 1. Januar 1972 das Teilstück Gleisdreieck – Wittenbergplatz der Linie 2/Strecke A aus wirtschaftlichen Gründen stillgelegt. Teile der Trasse wurden danach zeitweise für eine Museumsstraßenbahn und als Versuchsstrecke einer Magnetschwebebahn (M-Bahn) genutzt, bevor die Strecke in den 1990er Jahren wieder durchgehend als Linie U2 von Vinetastraße nach Ruhleben in Betrieb ging.
Von diesen Ausnahmen abgesehen blieben die Strecken- und Linienbezeichnungen bis in die Zeit nach der deutschen Wiedervereinigung unverändert. In beiden Stadthälften wurden die vorhandenen Großprofil-Strecken mehrfach verlängert, beim Kleinprofil wurde eine „Spange“ zwischen den Linien 3 und 4 (Wittenbergplatz und Viktoria-Luise-Platz) diskutiert. Als Folge der Übernahme des Betriebes der S-Bahn durch die BVG am 9. Januar 1984 wurde in West-Berlin den bisherigen Liniennummern ein „U“ vorangestellt.
Zur Zeit der Wiedervereinigung im Jahr 1990 bestanden die folgenden Strecken und Linien:
| Linie | Fahrtstrecke                          | genutzte Strecken |
| ----- | ------------------------------------- | ----------------- |
| U1    | Schlesisches Tor – Ruhleben           | B; AI             |
| U2    | Wittenbergplatz – Krumme Lanke        | AII               |
| U3    | Wittenbergplatz – Uhlandstraße        | BII               |
| U4    | Nollendorfplatz – Innsbrucker Platz   | BI                |
| U6    | Tegel – Alt-Mariendorf                | C                 |
| U7    | Rathaus Spandau – Rudow               | H                 |
| U8    | Paracelsus-Bad – Leinestraße          | D                 |
| U9    | Osloer Straße – Rathaus Steglitz      | G; F              |
|       | Pankow (Vinetastraße) – Thälmannplatz | A                 |
|       | Alexanderplatz – Hönow                | E                 |

Ab dem 13. November 1993 wurde die Lücke der A-Strecke zwischen Wittenbergplatz und Mohrenstraße (vormals: Thälmannplatz) wieder befahren. In diesem Zusammenhang wurde das Kleinprofil-Liniennetz angepasst und seitdem mehrmals leicht verändert.
Kleinprofillinien und -strecken Mitte der 1990er Jahre:
| Linie | Fahrtstrecke                                             | genutzte Strecken |
| ----- | -------------------------------------------------------- | ----------------- |
| U1    | Schlesisches Tor – Krumme Lanke                          | B; AII            |
| U12   | Schlesisches Tor – Ruhleben (Spätverkehr an Wochenenden) | B; AI             |
| U15   | Kottbusser Tor – Uhlandstraße                            | B; BII            |
| U2    | Vinetastraße – Ruhleben                                  | A; AI             |
| U4    | Nollendorfplatz – Innsbrucker Platz                      | BI                |

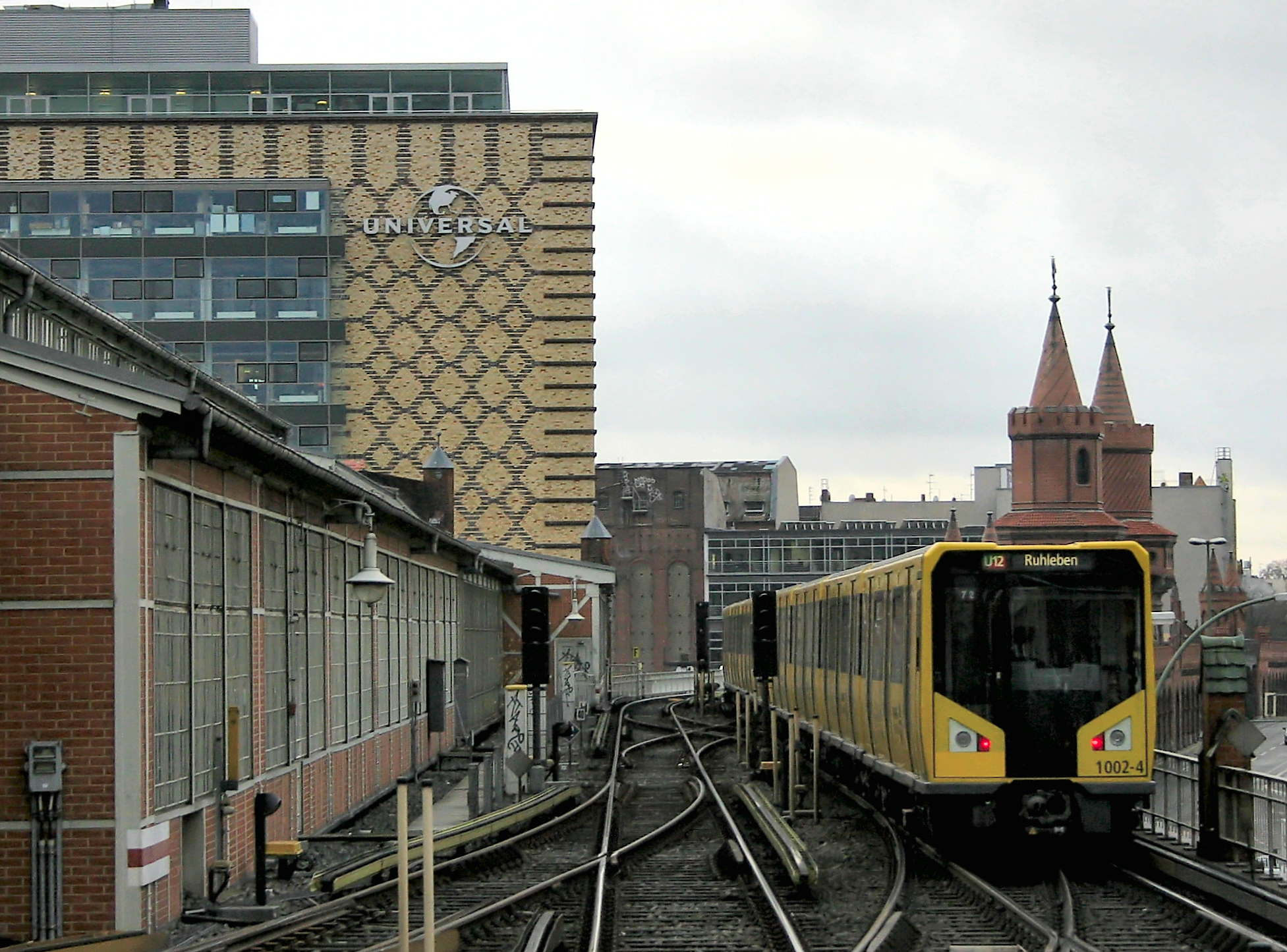
HK-Zug der U12 bei der Ausfahrt aus dem Endbahnhof Warschauer Straße; links die Halle der ehemaligen Betriebswerkstatt Warschauer Brücke

Nach der Wiederinbetriebnahme der B-Strecke zwischen Schlesischem Tor und Warschauer Brücke (bei diesem Anlass dem dortigen S-Bahnhof entsprechend in Warschauer Straße umbenannt) am 14. Oktober 1995 entsprach das Kleinprofilnetz wieder dem Stand vor dem Mauerbau.
Aktuell verkehren die folgenden Linien:
| Linie | Fahrtstrecke                        | genutzte Strecken |
| ----- | ----------------------------------- | ----------------- |
| U1    | Warschauer Straße – Uhlandstraße    | B; BII            |
| U2    | Pankow – Ruhleben                   | A; AI             |
| U3    | Warschauer Straße – Krumme Lanke    | BII; AII          |
| U4    | Nollendorfplatz – Innsbrucker Platz | BI                |
| U5    | Hauptbahnhof – Hönow                | E                 |
| U6    | Alt-Tegel – Alt-Mariendorf          | C                 |
| U7    | Rathaus Spandau – Rudow             | H                 |
| U8    | Wittenau – Hermannstraße            | D                 |
| U9    | Osloer Straße – Rathaus Steglitz    | G; F              |

Da die aus Wilmersdorf kommende Linie U3 am Wittenbergplatz die Gleise der für die Linie U2 wiederhergestellten Rampenstrecke A in Richtung Nollendorfplatz (oben) nicht mehr als Abstell- und Wendeanlage nutzen konnte, wurde sie über die Tunnelgleise der Strecke BII zum Nollendorfplatz verlängert. Zum 7. Mai 2018 wurde die U3 über die bislang nur von der U1 befahrene Hochbahnstrecke durch Kreuzberg von Nollendorfplatz bis Warschauer Straße verlängert. Diese Teilstrecke wird damit, als einzige im Berliner U-Bahn-Netz, wieder von zwei Linien befahren.

## Betriebsstrecken

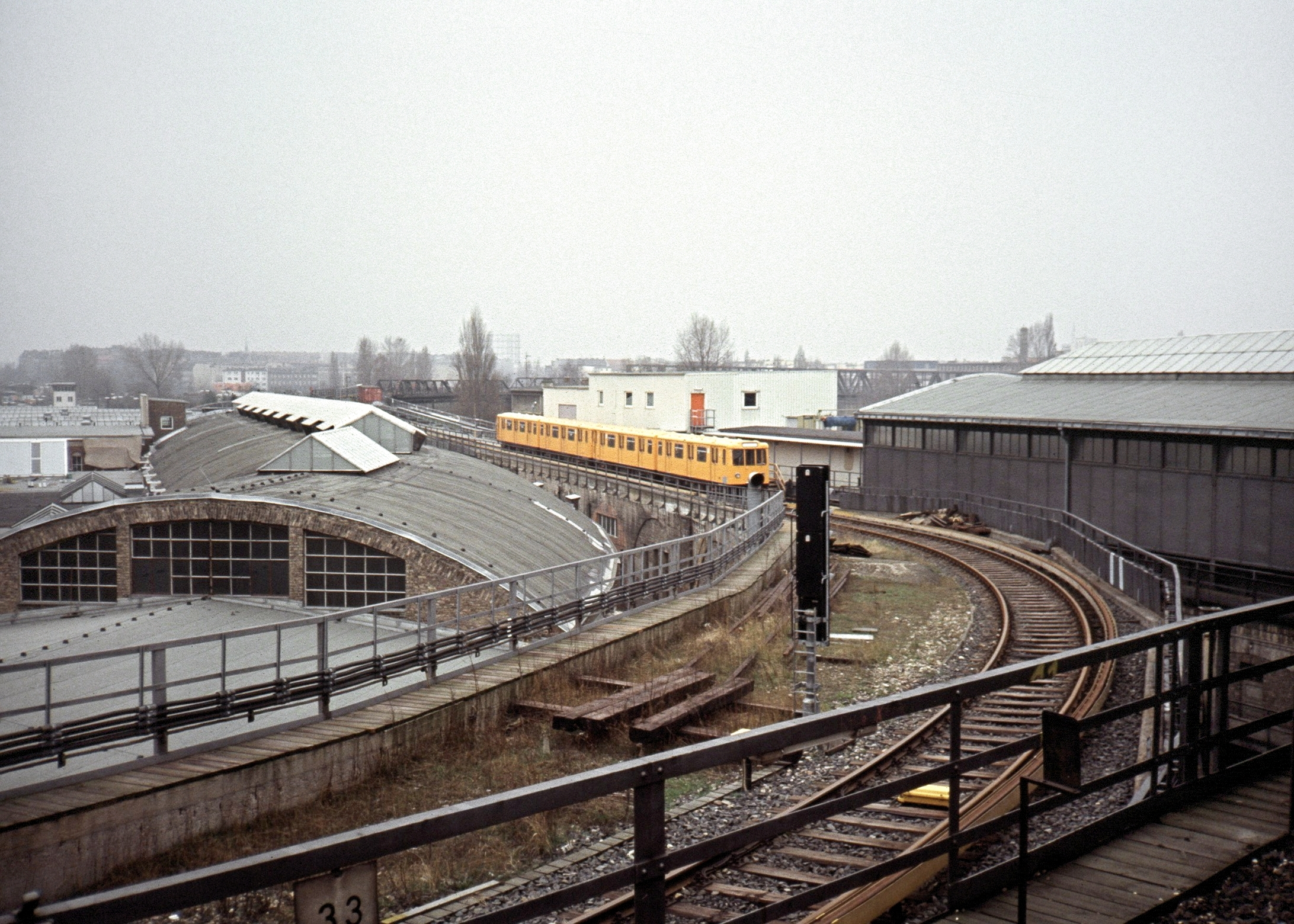
Südliches Verbindungsgleis am U-Bahnhof Gleisdreieck, 1988

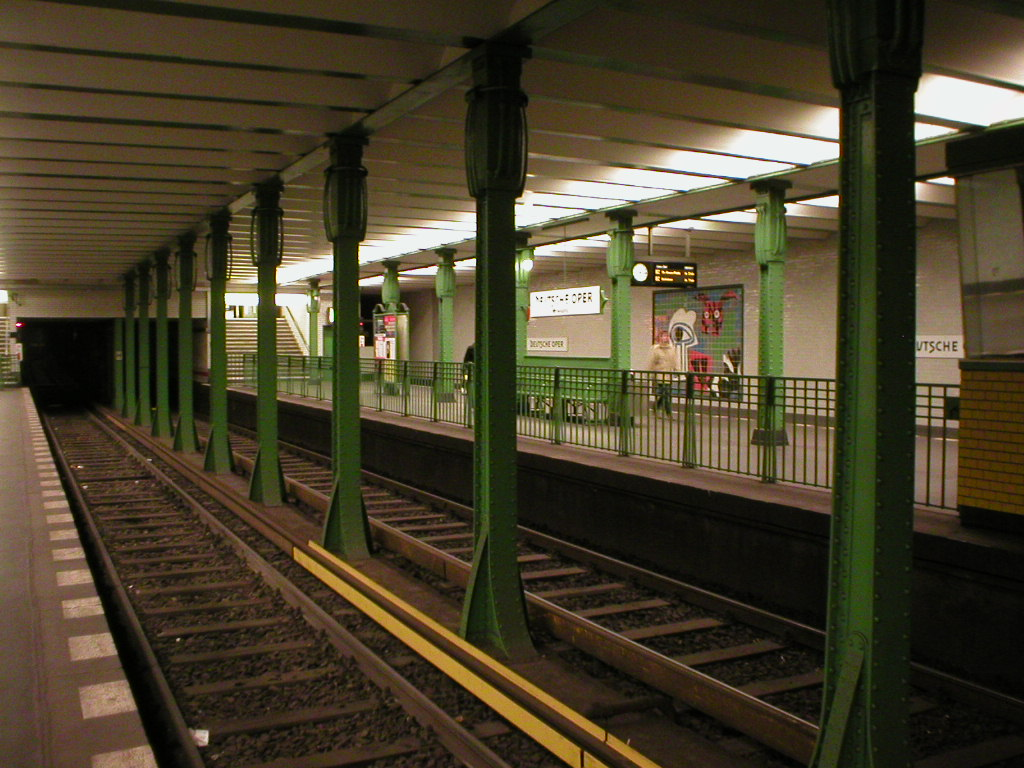
Betriebsstrecke A^{III} im U-Bahnhof Deutsche Oper

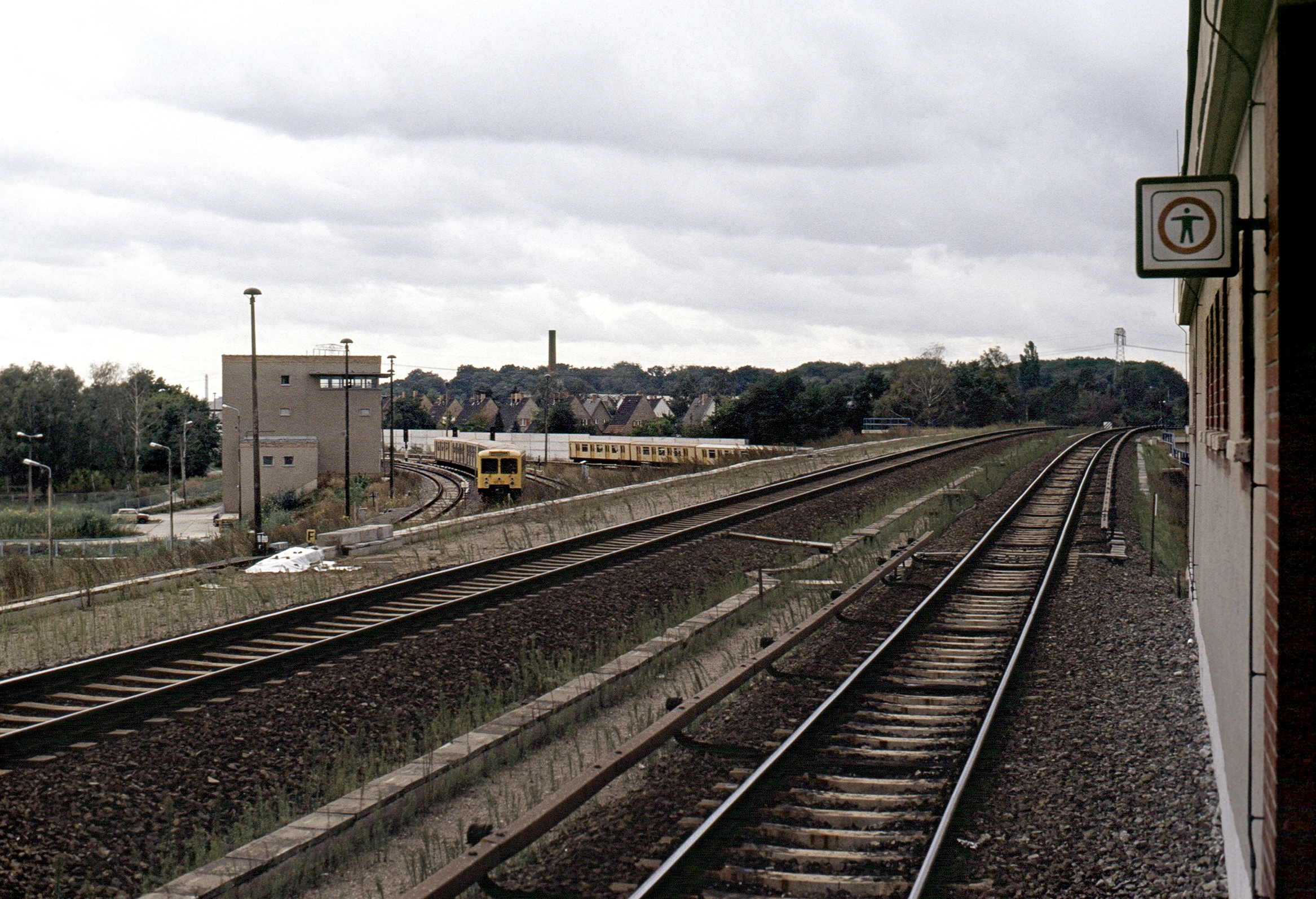
Zug der Baureihe EIII auf den Verbindungsgleisen am U-Bahnhof Wuhletal (dahinter ein Zug auf dem Streckengleis), 1990

Als erste Betriebsstrecken der Berliner U-Bahn sind das parallel zu den Streckengleisen verlaufende Gleis zur Betriebswerkstatt Warschauer Brücke und die Gleisharfe innerhalb der 90-Grad-Kurve zur dort 1909 errichteten achtgleisigen Wagenhalle anzusehen.
Die bis 1920 selbstständige Stadt Schöneberg hatte für ihre am 1. Dezember 1910 eröffnete Strecke vom Nollendorfplatz zum Innsbrucker Platz (damals: Hauptstraße) in der Eisackstraße eine eigene Betriebswerkstatt errichtet. Von der Abstellanlage am Streckenende ausgehend führte eine eingleisige Betriebsstrecke zum ebenerdig gelegenen Werkstattgelände.
Im Jahr 1912 kam die Haupt- und Betriebswerkstatt Grunewald (damals Betriebsbahnhof Grunewald) mit Betriebsgleisen parallel zum U-Bahnhof Stadion und einem umfangreichen Gleisvorfeld hinzu.
Die ersten linienverbindenden Betriebsstrecken entstanden beim Umbau des Gleisdreiecks aus bisher regulären Streckengleisen. Bereits ein Jahr vor dem Unfall von 1908 hatte die Hochbahngesellschaft beschlossen, das Gleisdreieck im Sinne der heutigen Bauausführung zu einem Kreuzungsbahnhof zu machen und eine Entlastungsstrecke über die Kurfürstenstraße zum Nollendorfplatz zu führen. Der Umbau des Gleisdreiecks erfolgte unter Aufrechterhaltung des Betriebs, nach der Verkehrsübergabe der neuen Bahnhofsanlage am 3. November 1912 dienten die bisherigen Streckengleise aus und in Richtung Warschauer Brücke als Verbindungsgleise der später mit den Buchstaben A und B bezeichneten Linien.
Im Großprofilnetz entstanden mit dem Baufortschritt der jeweiligen Strecken Verbindungsgleise am Hermannplatz (Streckengleis U8 Richtung Süden zum Streckengleis U7 Richtung Westen), Leopoldplatz (Abstellanlage nordöstlich des Bahnsteigs der U9 zum Streckengleis Richtung Norden der U6) und Berliner Straße (beide Streckengleise der U9 zum Streckengleis Richtung Westen der U7).
Bereits aus früheren Jahren stammen die beiden längsten Betriebsstrecken des Netzes. Die Linie D sollte ursprünglich nicht den Alexanderplatz kreuzen, 1927 wurde unter der Spree ein Tunnel zur Neuen Friedrichstraße, der heutigen Littenstraße gebaut. Er zweigt nördlich des Bahnhofs Heinrich-Heine-Straße ab und führt, nachdem er als Verbindungstunnel D/E weitergebaut worden war, in ein Stumpfgleis der Kehranlage der U5 (damalige Linie E) westlich des Alexanderplatzes. Das für zwei Gleise ausgelegte Bauwerk ist nur mit einem Gleis versehen.
Um ihre Kleinprofil-Fahrzeuge in der Betriebswerkstatt Friedrichsfelde unterhalten zu können, benötigte die BVG-Ost eine Verbindung von der Strecke A zur dorthin führenden Strecke E. Sie wurde 1952 mittels eines 220 Meter langen Tunnels zum Verbindungstunnel D/E realisiert. Wegen der abweichenden Art der Stromzufuhr weist er einen stromschienenlosen Abschnitt auf, in dem die zu überführenden Kleinprofil-Fahrzeuge umgerüstet werden konnten.
Die Strecke AIII (frühere Linie 5) dient seit der Inbetriebnahme der U7 in diesem Bereich (am 28. April 1978) als von Arbeitsfahrzeugen genutzte Verbindung zwischen dem Kleinprofil- und dem Großprofil-Netz. Zu ihr gehören die beiden inneren Gleise des U-Bahnhofs Deutsche Oper, die parallel nebeneinander bis zu einer Abstellanlage kurz vor dem Richard-Wagner-Platz verlaufen. Hier zweigt vom ehemals stadtauswärts führenden Gleis ein Gleis rechts ab, das hinter dem U-Bahnhof in das Streckengleis Richtung Spandau mündet.
Zwischen den Stationen Elsterwerdaer Platz und Wuhletal zweigt von der Strecke der U5 ein Anschluss mit einer dreigleisigen Übergabegruppe als Verbindung zum Eisenbahnnetz ab.
Daneben gab es auch zwei Gleisverbindungen zwischen dem U-Bahn- und dem Straßenbahnnetz. Die ältere Verbindung befand sich am Bahnhof Warschauer Brücke zwischen den Hochbahngleisen und der Flachbahnstrecke. Die Verbindung wurde spätestens beim Neubau der Warschauer Brücke 1938 aufgegeben. Die zweite Verbindung existierte ab 1988 zwischen der Betriebswerkstatt Friedrichsfelde und der Straßenbahnstrecke in der Straße Am Tierpark und wurde 1996 aufgegeben.

## Gleisverbindungen

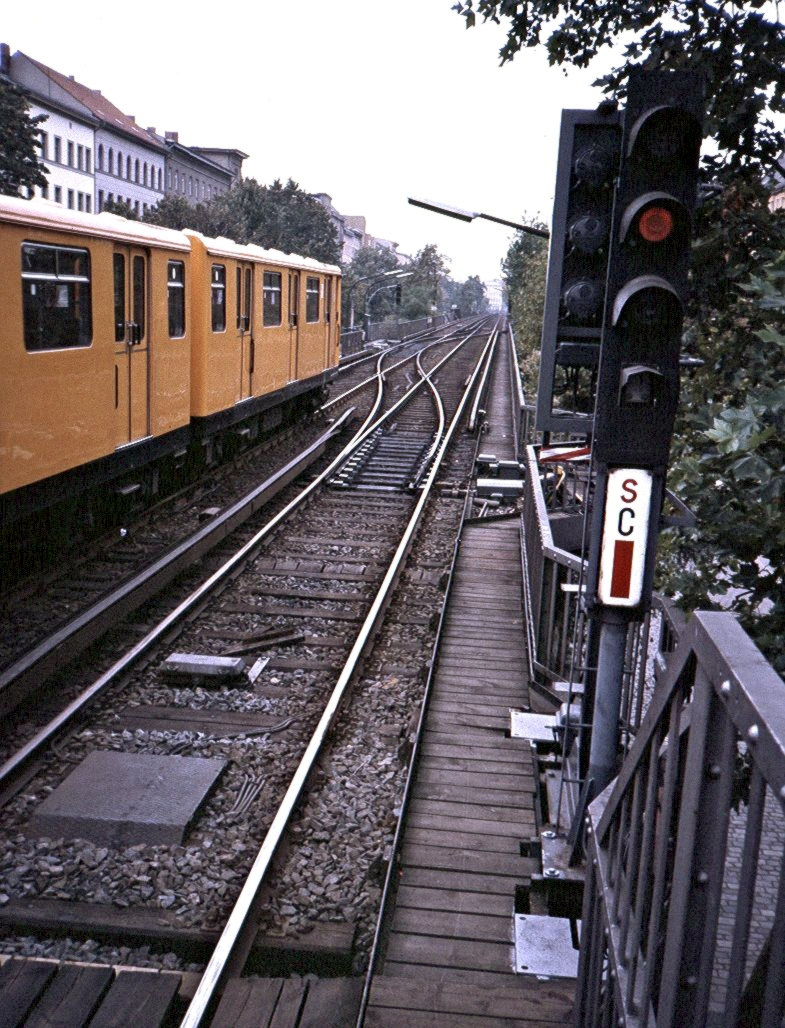
Weichentrapez am damaligen Endbahnhof Schlesisches Tor, 1986

Gleiswechsel oder Gleisverbindungen sind in der Regel kurze Gleisanlagen, die es ermöglichen, über zwei Weichen von einem Streckengleis auf das andere zu fahren. Eine doppelte Gleisverbindung ermöglicht das ohne Sägefahrten in beiden Richtungen, sie kann als Weichentrapez mit zwei hintereinanderliegenden einfachen Gleisverbindungen oder in Form einer doppelten Gleisverbindung mit einer zusätzlichen Kreuzung vorliegen. Beim üblichen Gleisabstand der U-Bahn erfordert die letztere Lösung allerdings zahlreiche Weichengroßteile wie Herzstücke in Sonderbauart.
Gleisverbindungen befinden sich vor einigen Endbahnhöfen, um ein Wenden der Züge am Bahnsteig zu ermöglichen. Bei Endbahnhöfen ohne anschließende Kehranlage sind sie unverzichtbar. Sie kommen auch auf Bahnhofsköpfen von Unterwegsbahnhöfen vor (Notkehranlagen), damit Züge beispielsweise bei Baumaßnahmen, Störungen oder im Verstärkerverkehr kehren können. Auch abzweigende Betriebs- oder Verbindungsgleise können den Einbau von Gleisverbindungen auf freier Strecke erforderlich machen.
- Eine einfache Gleisverbindung befindet sich zwischen den Stationen Elsterwerdaer Platz und Wuhletal, um von den Übergabegleisen zur Eisenbahn aus die Fahrt auf die Strecke in Richtung Innenstadt auf dem rechten Streckengleis zu ermöglichen.
- Doppelte Gleisverbindungen liegen zum Beispiel in den Endbahnhöfen Warschauer Straße, Innsbrucker Platz und Ruhleben sowie im Bereich der meisten zweigleisigen Kehranlagen von Unterwegsbahnhöfen.
- Ein Weichentrapez befindet sich beispielsweise im Endbahnhof Krumme Lanke.

## Abstell- und Wendeanlagen
Im Berliner U-Bahn-Netz existiert eine Vielzahl von Abstell- und Wendegleisen vor oder hinter Zwischenbahnhöfen, überwiegend in Form von einem oder zwei Stumpfgleisen zwischen den Streckengleisen.
An manchen Endbahnhöfen wenden die Züge an Stumpfgleisen am Bahnsteig (Beispiel: Hönow), teilweise obwohl hinter dem Bahnhof noch Abstell- oder Wendegleise vorhanden sind (Beispiel: U4 im Bahnhof Nollendorfplatz). Die Großprofil-Linien U6 bis U9 verfügen hinter den Endbahnhöfen über zwei- bis viergleisige (Abstell- und) Wendeanlagen, die als solche auch genutzt werden, um die beim Wenden am Bahnsteig entstehenden Sperrzeiten zu vermeiden.
Erwähnenswerte Anlagen außerhalb der Betriebswerkstätten sind:
- die achtgleisige Wagenhalle entlang der Rudolfstraße am Endbahnhof Warschauer Straße der U1
- die zweigleisige Anlage unter der Genthiner Straße, die von den Linien U3 und U4 genutzt und vom nördlichen Streckengleis der U1 unterfahren wird
- die von 1910 bis 1932 genutzte dreigleisige Abstellanlage der Schöneberger U-Bahn unter der Eisackstraße
- die ehemalige Werkstatt (1929–1968) und spätere Wagenhalle Krumme Lanke, zurzeit ungenutzt[25]
- die Anlage unter der Rathausstraße, die von der U5 genutzt wird und auch für die geplante Linie nach Weißensee gedacht war. Hier mündet das von den Linien U2 und U8 kommende Betriebsgleis.
- die umfangreiche Abstellanlage am Endbahnhof Hönow

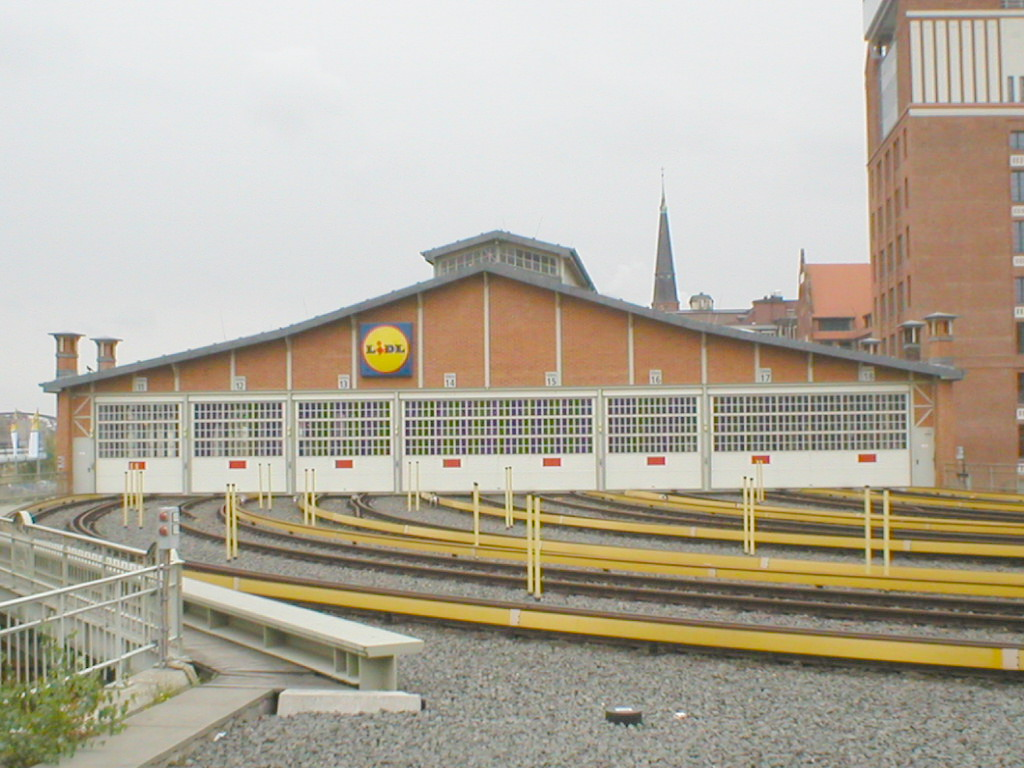
Wagenhalle I am Bahnhof Warschauer Straße
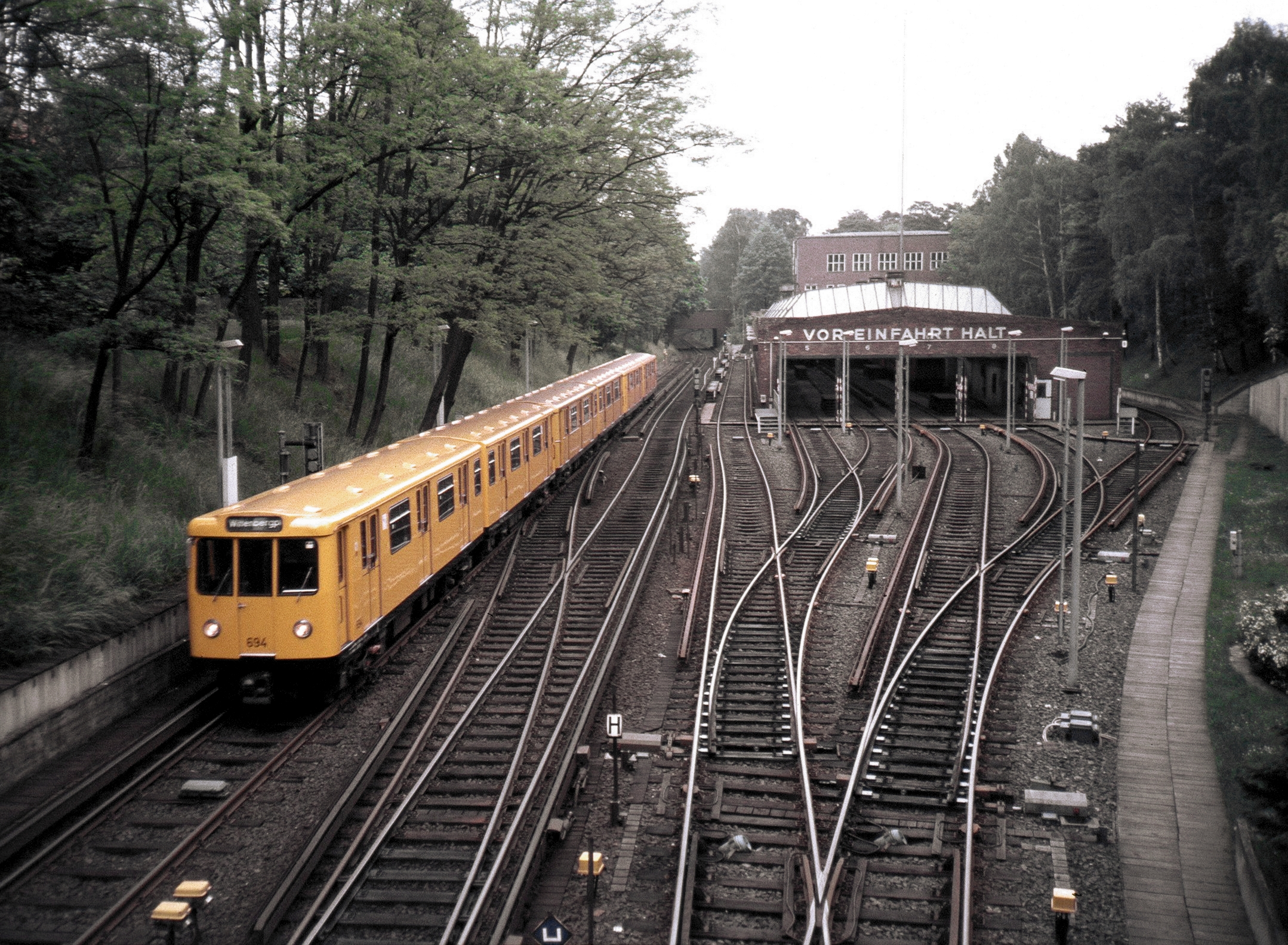
Wagenhalle Krumme Lanke und A3L-Triebwagen, 1987
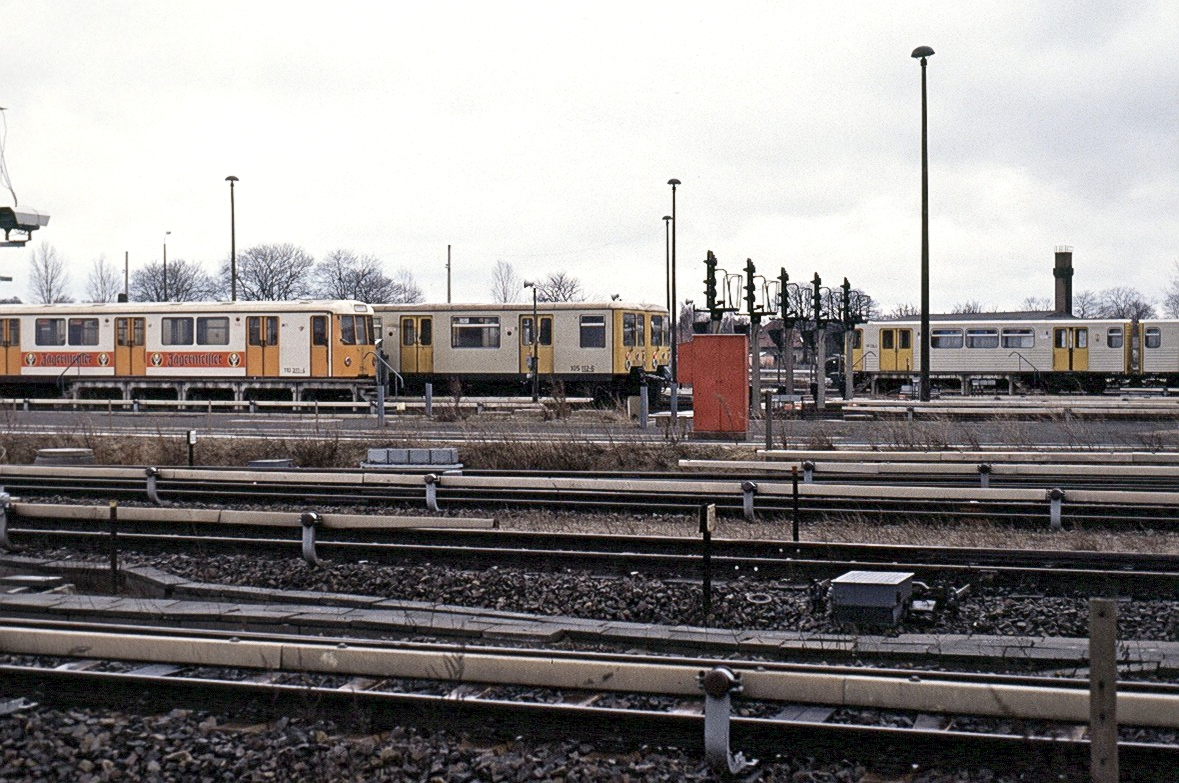
Abstellanlage Hönow mit D- und EIII-Zügen

## Gleisanlagen an und in den Werkstätten
Die Berliner U-Bahn verfügt aktuell über vier Werkstätten, in denen sich auch Hallen zum Abstellen von Zügen befinden. Sämtliche Fahrzeuge des Kleinprofil-Netzes werden in der Haupt- und Betriebswerkstatt Grunewald gewartet und in der Hauptwerkstatt Seestraße hauptuntersucht. Im Großprofil-Netz existieren die Hauptwerkstatt Seestraße sowie die Betriebswerkstätten Britz und Friedrichsfelde. Aufgegeben wurden die Kleinprofil-Betriebswerkstätten Schöneberg (1932), Warschauer Brücke (1961) und Krumme Lanke (1968). Provisorische Betriebswerkstätten existierten vorübergehend auch an Abstellgleisen im Tunnel, so südlich des U-Bahnhofs Boddinstraße und am U-Bahnhof Rosa-Luxemburg-Platz. Von 2009 bis 2020 befand sich eine provisorische Werkstatt am Hauptbahnhof für die im Inselbetrieb verkehrenden Wagen auf der Linie U55.
Die Werkstätten verfügen jeweils über umfangreiche oberirdische Gleisanlagen, die im Linienverkehr nicht befahren werden. Die dorthin führenden Betriebsstrecken zweigen im Tunnel (Großprofil) oder oberirdisch (Kleinprofil außer ehemaliges Bw Schöneberg) von den Streckengleisen ab.
Die Abzweige sind:
- Britz: Zweigleisige Ausfädelung beiderseits der Streckengleise südlich des U-Bahnhofs Britz-Süd. Beide Streckengleise in Richtung Rudow unterfahren in Tunnellage das von der Betriebswerkstatt kommende Gleis.
- Friedrichsfelde: Zweigleisige Ausfädelung zwischen den Streckengleisen südlich des U-Bahnhofs Friedrichsfelde. Beide Gleise überfahren im Tunnel das Streckengleis Richtung Hönow.
- Grunewald: Nördlich des U-Bahnhofs Olympia-Stadion zweigt zu den Hallen 1–4 ein Gleis nach rechts aus, zur zwischen den Streckengleisen befindlichen Halle 5 nach links. Zwischen den beiden Inselbahnsteigen liegt ein separates Gleis für die von der Werkstatt und den Abstellhallen einsetzenden Züge. Züge aus den Hallen 1–4 müssen bei der Ausfahrt das Streckengleis nach Ruhleben niveaugleich kreuzen, das westlich der Bahnhofsanlage befindliche Prüfgleis wird hingegen über eine niveaufreie Kreuzung der Streckengleise erreicht. Der U-Bahnhof und die Werkstätten einschließlich ihrer Zufahrten liegen im offenen Gelände.
- Seestraße: Das zur Werkstatt führende Gleis zweigt am U-Bahnhof Seestraße nördlich des Bahnsteiges Richtung Alt-Tegel nach rechts vom Streckengleis ab. Das von der Werkstatt kommende Gleis überquert im Tunnel das Streckengleis nach Alt-Tegel. Es hat am Mittelbahnsteig des U-Bahnhofs eine separate Bahnsteigkante und mündet südlich davon in das Richtungsgleis nach Alt-Mariendorf.

Für geplante aber nicht ausgeführte Werkstätten befinden sich südlich des Bahnhofs Grenzallee sowie nördlich des Bahnhofs Vinetastraße bereits unterirdische Überwerfungsbauwerke.

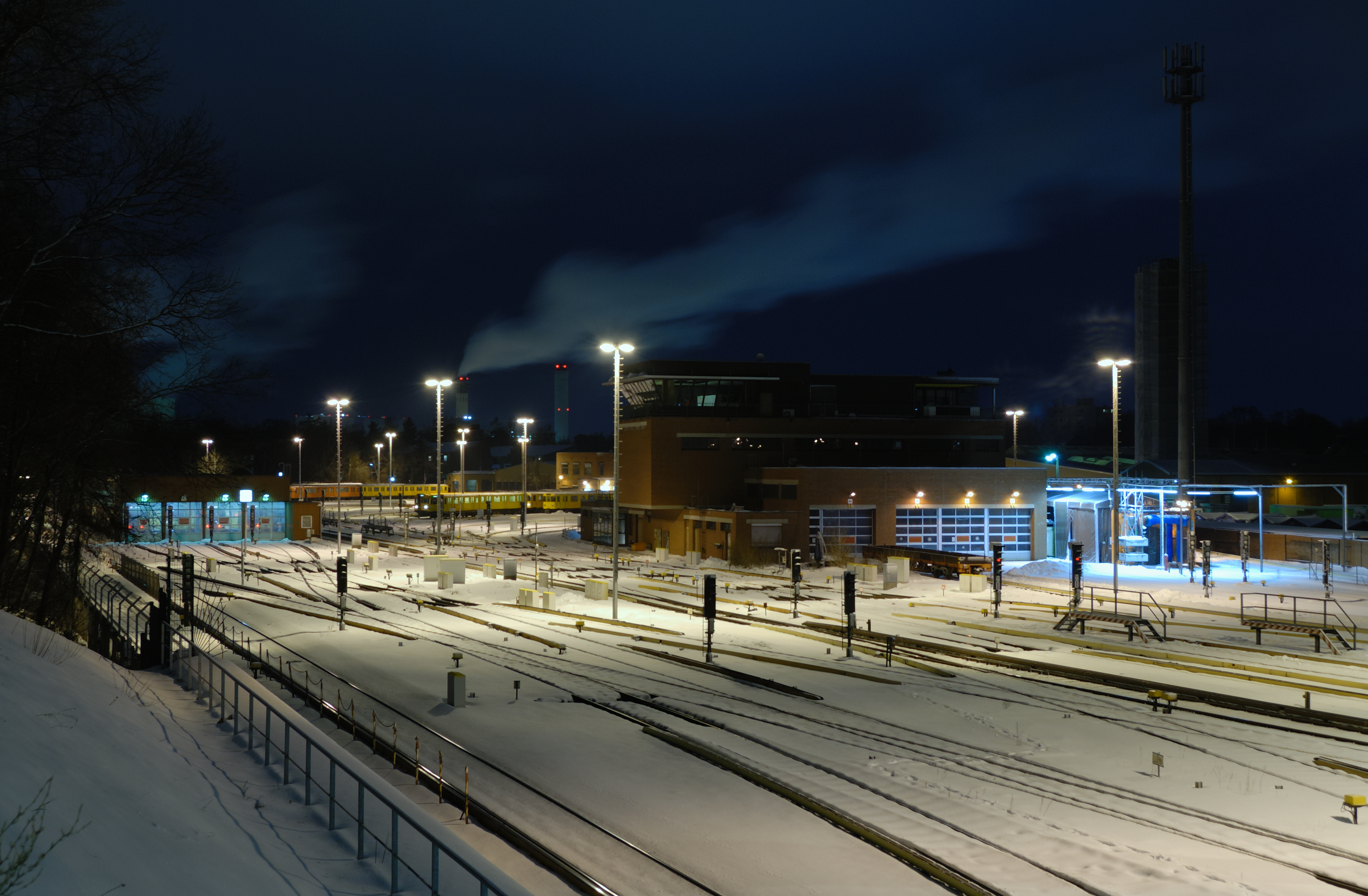
Teilansicht der Haupt- und Betriebswerkstatt Grunewald
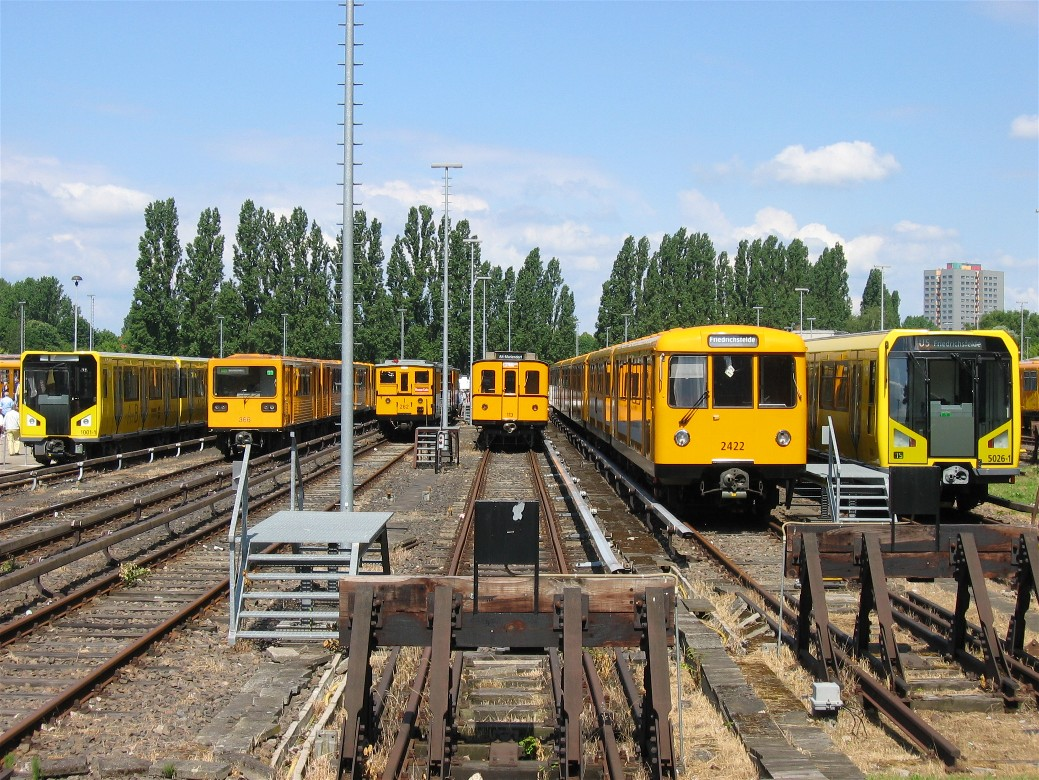
Abstellanlage der Betriebswerkstatt Friedrichsfelde
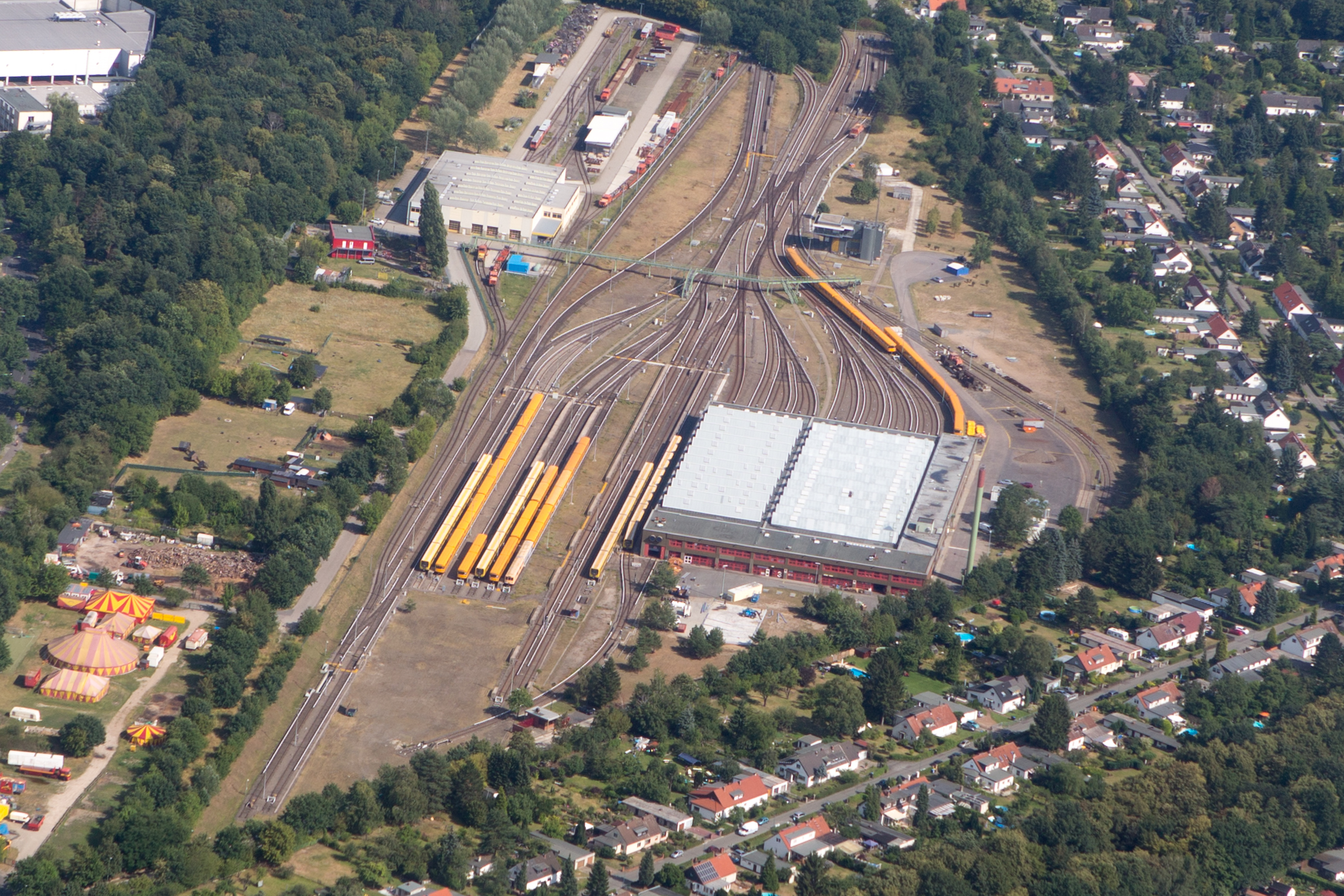
Betriebswerkstatt Britz
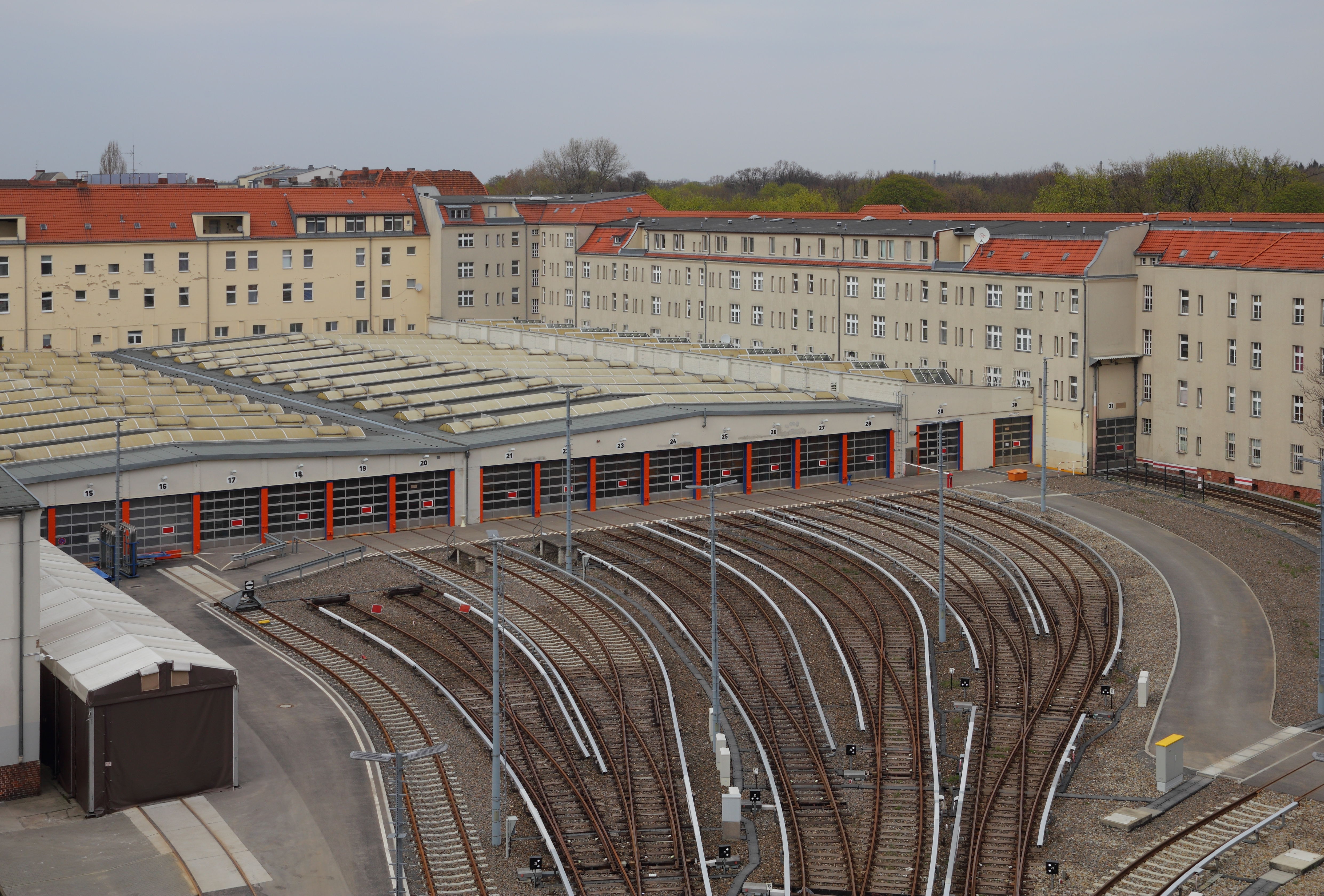
Hauptwerkstatt Seestraße